# 退職強要
退職強要（たいしょくきょうよう）とは、使用者が自らの労働者に任意での退職を強要することである。
労働者の地位はなどによって法的に保護されていて、企業は恣意的な理由で労働者を会社都合で解雇することはできない。そのため、企業が辞めて欲しい労働者に圧力をかけて、解雇ではなく任意退職という形で雇用を終了させようとする行為がこれにあたる。使用者が労働者の団結権を侵害するケースもあり、その場合は不当労働行為である。

## 背景
解雇があくまで使用者による労働契約の一方的破棄を言うのに対し、手続き上解雇としないために、労働者側からの退職を強要するものである。
解雇権濫用法理（労働契約法第16条）が確立している現在では、企業は「合理的な理由」のない解雇は行うことができず、また企業が「合理的な理由」を立証するのも実際には極めて困難である。労働者が企業からの働きかけに応じて退職すると労働者の自由意志による退職として扱われ、「合理的な理由」を必要とはせず、企業側の手続きが容易になる。また、たとえ解雇が成功したとしても、懲戒解雇でない限り、企業は雇用保険の各種助成金（雇用調整助成金等）が受けられなくなる。そのため企業は一般的に解雇ではなく退職勧奨で解決しようとする。
正当な理由が無い、もしくは立証が難しい場合は使用者が労働者を合法的に解雇する事はできないので退職勧奨に移るが、勧奨の手段が過激になれば退職強要として違法となる。
強要は民法96条に抵触する行為であり、違法とはならない範囲の退職勧奨とは異なる。

## 労働者側の対応
退職強要は、実質的には職場におけるパワーハラスメント、不当解雇、モラルハラスメントと見なせる行為であるから、民法709条による不法行為となり、損害賠償の対象となる。
また、手段が刑法223条に抵触するほどの行為になれば刑事告訴も可能である。ただし労働者側もモラルハラスメント、パワーハラスメントなど間違った行為をしていないか、裁判の手続きに移行する前に自身の行動を振り返るべきである。しかし、こうしたハラスメント行為は自身が仕事に夢中になるあまり無意識のうちに行なっていることが多く、自分で自身の行動を振り返ってみても「こんなのハラスメントじゃない」とか「全く身に覚えが無い」となってしまうことも多い。職場の同僚など、第三者からの意見を仰ぐことが重要である。